# Edificio del Ministerio de las Culturas, las Artes y el Patrimonio
El Edificio del Ministerio de las Culturas, las Artes y el Patrimonio es un inmueble de estilo moderno ubicado en la plaza Sotomayor, entre las calles Prat y Cochrane, en la ciudad de Valparaíso, Chile, actualmente acoge la sede del Ministerio de las Culturas, las Artes y el Patrimonio. Comenzó su construcción en 1936, y fue inaugurado en 1942 como Correo principal de Valparaíso y Telégrafo, función que cumplió hasta 2001.

## Historia
El terreno donde se encuentra el edificio fue formado en los años 1930 luego de la expropiación de dos lotes que albergaban las edificaciones del Banco de Depósitos y Descuentos de Valparaíso y la antigua Casa de Correos, para la rectificación de la línea de construcción de la plaza Sotomayor.
Su construcción, en hormigón armado, comenzó en el año 1936 para albergar el Servicio de Correos y Telégrafos, y fue inspirada por los almacenes Schocken de Stuttgart, Alemania (arquitecto Erich Mendelsohn, 1928) y el edificio Oberpaur de Santiago (arqs.: Sergio Larraín García-Moreno y Jorge Arteaga). Fue inaugurado en 1942, y se convirtió en uno de los primeros edificios de estilo moderno de la ciudad, siguiendo el modelo de la Escuela de la Bauhaus.
Luego de que el servicio de Correos se trasladara hacia las afueras de Valparaíso, el gobierno de Ricardo Lagos adquirió el inmueble en 2002 para albergar el Consejo Nacional de la Cultura y las Artes, convertido en 2017 en el Ministerio de las Culturas, las Artes y el Patrimonio.